# Ratekau
Ratekau er en kommune i det nordlige Tyskland, beliggende under Kreis Østholsten i delstaten Slesvig-Holsten.

## Geografi
Ratekau ligger 10 km nord for Lübeck. Nærliggende byer og kommuner er mod syd Bad Schwartau, mod nord Timmendorfer Strand og Scharbeutz og mod vest Ahrensbök. Kommunen har gode trafikforbindelser via motorvejene A 1, A 226 og A 20.
Kommunen ligger ud til Hemmelsdorfer See i kort afstand til Lübeck Bugt. De største landsbyer i kommunen er Sereetz, Ratekau, Pansdorf og Techau. I 2015 oprettedes naturschutzgebiet Sielbektal, Kreuzkamper Seelandschaft und umliegende Wälder. 